# Tournoi britannique de rugby à XV 1909
Navigation
Tournoi 1908 Tournoi 1910
Le 27e tournoi britannique de rugby à XV 1909 se joue du 16 janvier au 20 mars 1909 ; il est remporté par le pays de Galles qui obtient une Triple Couronne. C'est le dernier avant l'admission de la France en 1910. Si l'on remarque que le pays de Galles rencontre et bat la France 5 à 47 (et un essai à onze) au stade de Colombes le 23 février 1909, on peut considérer que les Gallois ont réalisé un second Grand Chelem consécutif avant l'heure.

## Classement
- Légende :
J matches joués, V victoires, N matches nuls, D défaites
PP points marqués, PC points encaissés, Δ différence de points PP-PC
Pts points de classement : 2 points pour une victoire, 1 point en cas de match nul, rien pour une défaite
T Tenant du titre 1908.

| Rang | Nations            | J | V | N | D | PP | PC  | Δ   | Pts |
| ---- | ------------------ | - | - | - | - | -- | --- | --- | --- |
| 1    | Pays de Galles (T) | 3 | 3 | 0 | 0 | 31 | -8  | +23 | 6   |
| 2    | Écosse             | 3 | 2 | 0 | 1 | 30 | -16 | +14 | 4   |
| 3    | Angleterre         | 3 | 1 | 0 | 2 | 19 | -31 | -12 | 2   |
| 4    | Irlande            | 3 | 0 | 0 | 3 | 13 | -38 | -25 | 0   |

- Avec la Triple Couronne, le pays de Galles a les meilleures attaque et défense (et donc la plus forte différence de points).

## Résultats
| 16 janvier 1909 à l'Arms Park, Cardiff     | Pays de Galles | 08 - 0  | Angleterre     |
| 6 février 1909 à Inverleith, Édimbourg     | Écosse         | 03 - 5  | Pays de Galles |
| 13 février 1909 à Lansdowne Road, Dublin   | Irlande        | 05 - 11 | Angleterre     |
| 27 février 1909 à Inverleith, Édimbourg    | Écosse         | 09 - 3  | Irlande        |
| 13 mars 1909 à St Helen's, Swansea         | Pays de Galles | 18 - 5  | Irlande        |
| 20 mars 1909 à l'Athletic Ground, Richmond | Angleterre     | 08 - 18 | Écosse         |

## Les matches

### Pays de Galles - Angleterre
| 16 janvier 1909 | Pays de Galles Capitaine : Trew                                      | 8 - 0 (8-0) | Angleterre Capitaine : R Dibble | National Stadium, Cardiff 25 000 spectateurs Arbitre : J Dallas |
| 16 janvier 1909 | Essai(s) : 2 Hopkins, Jo Williams Transformation(s) : 1/2 J Bancroft |             |                                 | National Stadium, Cardiff 25 000 spectateurs Arbitre : J Dallas |
| 16 janvier 1909 |                                                                      |             |                                 | National Stadium, Cardiff 25 000 spectateurs Arbitre : J Dallas |

### Écosse - pays de Galles
| 6 février 1909 | Écosse Capitaine : J Scott | 3 - 5 | Pays de Galles Capitaine : Trew                | Inverleith, Édimbourg Arbitre : R Jeffares Sr |
| 6 février 1909 | Pénalité(s) : G Cunningham |       | Essai(s) : Trew Transformation(s) : J Bancroft | Inverleith, Édimbourg Arbitre : R Jeffares Sr |
| 6 février 1909 |                            |       |                                                | Inverleith, Édimbourg Arbitre : R Jeffares Sr |

### Irlande - Angleterre
| 13 février 1909 | Irlande Capitaine : F Gardiner                  | 5 - 11 (0-5) | Angleterre Capitaine : R Dibble                                     | Lansdowne Road, Dublin Arbitre : J Dallas |
| 13 février 1909 | Essai(s) : J Parke Transformation(s) : G Pinion |              | Essai(s) : 3 E Mobbs, A Palmer (2) Transformation(s) : 1/3 A Palmer | Lansdowne Road, Dublin Arbitre : J Dallas |
| 13 février 1909 |                                                 |              |                                                                     | Lansdowne Road, Dublin Arbitre : J Dallas |

### Écosse - Irlande
| 27 février 1909 | Écosse Capitaine : J Scott                        | 9 - 3 (3-0) | Irlande Capitaine : F Gardiner | Inverleith, Édimbourg Arbitre : V Cartwright |
| 27 février 1909 | Essai(s) : 3 B Kyle, R Lindsay-Watson, J McGregor |             | Pénalité(s) : J Parke          | Inverleith, Édimbourg Arbitre : V Cartwright |
| 27 février 1909 |                                                   |             |                                | Inverleith, Édimbourg Arbitre : V Cartwright |

### Pays de Galles - Irlande
| 13 mars 1909 | Pays de Galles Capitaine : Trew                                               | 18 - 5 | Irlande Capitaine : G Hamlet                      | National Stadium, Cardiff 25 000 spectateurs Arbitre : J Dallas |
| 13 mars 1909 | Essai(s) : 4 Hopkins, J Jones, Trew, Watts Transformation(s) : 3/4 J Bancroft |        | Essai(s) : C Thompson Transformation(s) : J Parke | National Stadium, Cardiff 25 000 spectateurs Arbitre : J Dallas |
| 13 mars 1909 |                                                                               |        |                                                   | National Stadium, Cardiff 25 000 spectateurs Arbitre : J Dallas |

### Angleterre - Écosse
| 20 mars 1909 | Angleterre Capitaine : R Dibble                                        | 8 - 18 (9-3) | Écosse Capitaine : G Cunningham                                                     | Athletic Ground, Richmond 20 000 spectateurs Arbitre : G Nicholls |
| 20 mars 1909 | Essai(s) : 2 F Burges-Watson, E Mobbs Transformation(s) : 1/2 A Palmer |              | Essai(s) : 4 C Gilray, J Simson, J Tennent (2) Transformation(s) : 3/4 G Cunningham | Athletic Ground, Richmond 20 000 spectateurs Arbitre : G Nicholls |
| 20 mars 1909 |                                                                        |              |                                                                                     | Athletic Ground, Richmond 20 000 spectateurs Arbitre : G Nicholls |

## Matches amicaux
Pendant le tournoi britannique, l'équipe de France parvient à rencontrer certaines des nations britanniques en test-matches hors tournoi.

### Angleterre - France
| Samedi 30 janvier 1909 | Angleterre Capitaine : R Dibble                                                            | 22 - 0 | France Capitaine : Communeau | Stade de Welford Road, Leicester 15 000 spectateurs Arbitre : W Williams |
| Samedi 30 janvier 1909 | Essai(s) : 6 F Hutchinson, E Mobbs, W Johns, Simms, Tarr Transformation(s) : 2/6 J Jackett |        |                              | Stade de Welford Road, Leicester 15 000 spectateurs Arbitre : W Williams |
| Samedi 30 janvier 1909 |                                                                                            |        |                              | Stade de Welford Road, Leicester 15 000 spectateurs Arbitre : W Williams |

### France - pays de Galles
| Mardi 23 février 1909 | France Capitaine : Communeau               | 5 - 47 | Pays de Galles Capitaine : Trew                                                                                | Stade du Matin, Colombes 8 000 spectateurs Arbitre : W Williams |
| Mardi 23 février 1909 | Essai(s) : Sagot Transformation(s) : Sagot |        | Essai(s) : 11 Baker (3), J Jones (2) Trew (3), J Watts, J Williams Transformation(s) : 7/11 Bancroft (6), Trew | Stade du Matin, Colombes 8 000 spectateurs Arbitre : W Williams |
| Mardi 23 février 1909 |                                            |        | | Stade du Matin, Colombes 8 000 spectateurs Arbitre : W Williams |

### Irlande - France
| Samedi 20 mars 1909 | Irlande Capitaine : F Gardiner                                                                                    | 19 - 8 | France Capitaine : Communeau     | Lansdowne Road, Dublin 7 000 spectateurs Arbitre : W Williams |
| Samedi 20 mars 1909 | Essai(s) : 4 F Gardiner, J O'Connor, C Thompson (2) Transformation(s) : 2/4 F Gardiner, Parke Pénalité(s) : Parke |        | Essai(s) : 2 M Hourdebaigt, Lane | Lansdowne Road, Dublin 7 000 spectateurs Arbitre : W Williams |
| Samedi 20 mars 1909 | |        |                                  | Lansdowne Road, Dublin 7 000 spectateurs Arbitre : W Williams |